# Жега в Кливланд
„Жега в Кливланд“ (на английски: Hot in Cleveland) е американски ситком, който се излъчва от 16 юни 2010 г. до 3 юни 2015 г. по TV Land.

## „Жега в Кливланд“ в България
В България сериалът започва излъчване по Fox Life на 28 септември 2011 г. с разписание всяка сряда от 21:55 по два епизода. Втори сезон започва на 2 ноември 2011 г. със същото разписание. Трети сезон започва на 6 декември 2012 г. всеки четвъртък от 22:10 по два епизода с повторения в петък от 12:25 и неделя от 10:30. От 3 януари се излъчва вече от 22:00, а повторения има на следващия ден от 12:40, неделя от 3:00 и 10:30. Четвърти сезон започва на 26 ноември 2013 г. и се излъчва всеки вторник от 20:55 отново по два епизода с повторения по-късно от 23:40 и неделя от 22:45. Пети сезон започва на 2 септември 2014 г. с разписание всеки вторник от 22:00 по два епизода, а повторенията са в сряда от 11:45, събота от 18:10 и неделя от 21:05. Шестият и последен сезон започва да се излъчва от 10 февруари 2015 г. всеки вторник от 22:00 по два епизода. Повторенията са в сряда от 12:05 и неделя от 21:55. За последно са излъчени епизоди на 17 март.
Дублажът е на студио Доли. Ролите се озвучават от артистите Лидия Вълкова, Адриана Андреева, Мариана Лечева, Ася Братанова и Стоян Цветков. В някои епизоди от шести сезон Адриана Андреева е заместена от Лидия Вълкова в ролята на Елка.